# Алі II Караманлі
Алі II Караманлі (*д/н — після 1835) — останній паша Триполітанії з роду Караманлі у 1832—1835 роках.

## Життєпис
Син Юсуфа, паші Триполітанії. Відомостей про нього обмаль. Втім, імовірно, був найближчим помічником батька в державних справах. 1832 року внаслідок повстання Мехмеда Караманлі Юсуф зрікся влади на користь Алі. Останній утримував під владою Триполі та Киренаїку. Більшість Триполітанії підкорилося Мехмеду, а Феццан став самостійним.
1833 року сюди прибув представник османського султана Махмуда II для замирення родичі, проте марно. У свою чергу Алі II дістав підтримку Франції. Натомість Мехмед Караманлі спирався на Велику Британію. 1834 року султан оголосив пашею Алі II, проте цього не визнав Ахмед.
У червні 1835 року сюди прибув з військом Мустафа Наджиб-паша. Водночас повстав ще один родич — Мехмед ібн Алі. За цих обставин протягом декількох днів Триполі зайняли османські загони, поваленого Алі Караманлі відправили до Стамбула. Владу османських султанів у Триполітанії та Киренаїці відновили.